# El Milia
El Milia (en arabe: الميلية), est une commune algérienne faisant partie depuis le découpage administratif de 1974 de la wilaya de Jijel. Située dans le Nord-Constantinois, elle appartient géographiquement au domaine du massif de Collo, ses habitants sont de culture arabo-berbère, et arabophones.
Durant la Guerre d'Algérie, la région d'El Milia faisait partie de la wilaya II correspondant au Nord-Constantinois.

## Géographie
La commune d'El Milia est située au nord-est de l'Algérie, dans le Constantinois, et dans le massif de Collo. Elle se trouve à mi-distance entre les villes de Jijel, Mila, Constantine et Skikda. La mer Méditerranée est à une quinzaine de kilomètres au nord.

## Situation
Le territoire de la commune d'El Milia se situe au nord-est de la wilaya de Jijel. Elle est de par sa superficie la plus grande ville de sa région.
| Kheïri Oued Adjoul     | Mer Méditerranée | Oued Zhour (Wilaya de Skikda)                     |
| El Ancer               | El Milia         | Aïn Kechra, Ouldja Boulballout (Wilaya de Skikda) |
| Ouled Yahia Khedrouche | Sidi Maarouf     | Settara                                           |

## Relief
La région d'El-Milia se caractérise par un relief montagneux très accidenté, les montagnes occupent 82 % de la superficie totale, elles culminent à 1 200 m. Caractérisé par un littoral vierge et des petites montagnes couvertes par des végétations assez denses et des sources d'eau.
On distingue principalement deux régions physiques :
- les zones des plaines, situées aux vallées de Oued el Kébir, Oued Boussiaba et les petites plaines de Oued Z'hour.
- les zones des montagnes, situées autour de la ville, caractérisées par une couverture végétale très abondante et un réseau hydrographique important.

## Climat

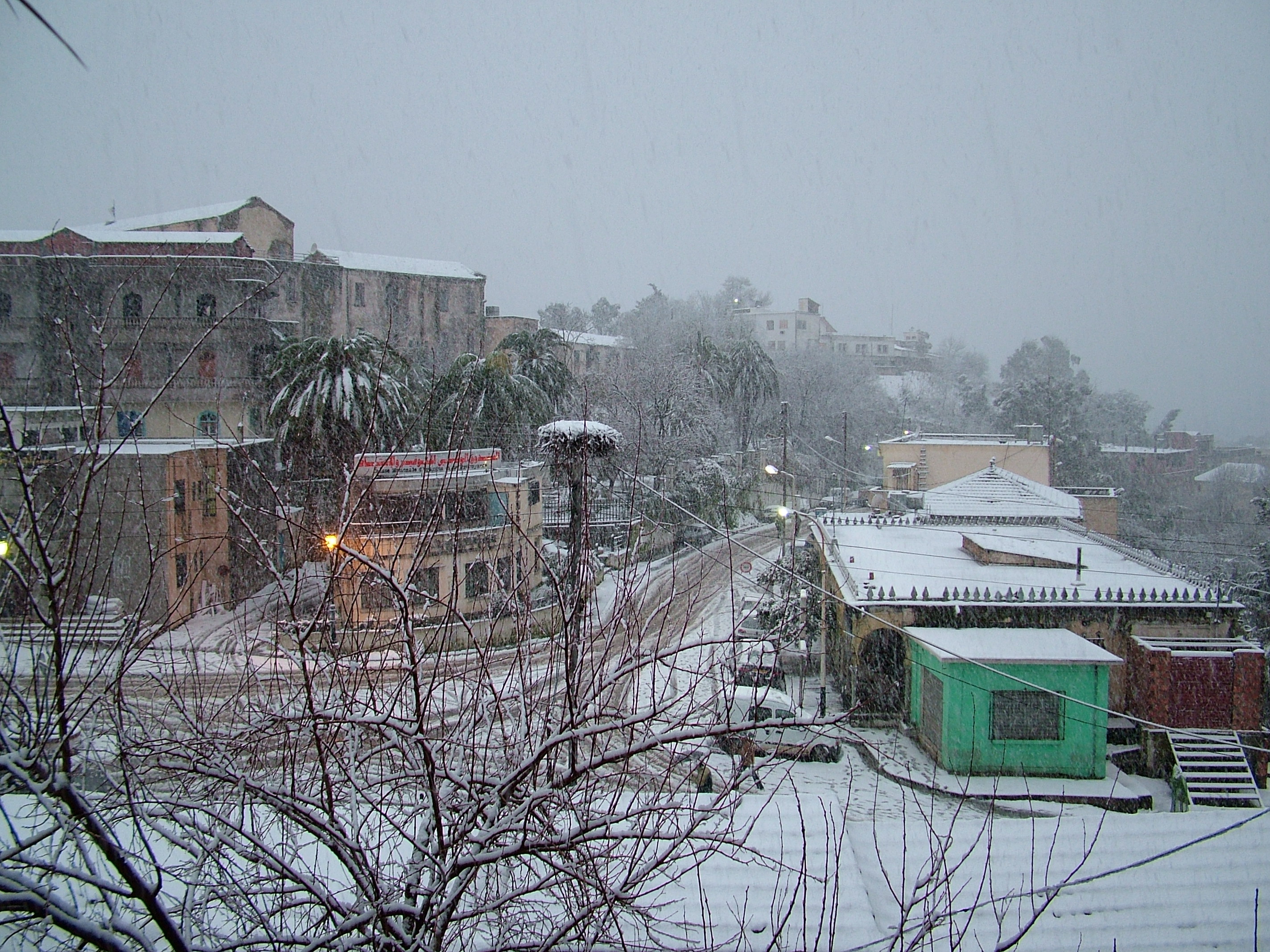
El Milia sous la neige

Le climat de la région d'El-Milia est celui de la Méditerranée caractérisé par un été chaud et un hiver doux et parfois agité, le climat est très humide. En été La température atteint les 40 °C, en hiver parfois 0 °C.

## Localités de la commune
La commune d'El Milia est composée de cent une localités, villages et hameaux :
- Abbas
- Achmoukhène
- Adjenak
- Adrah
- Ahjilène
- Ahmadène
- Aïmoune
- Aïn El Kebira
- Beni Ferguène
- Akbet, Amria
- Amriouane
- Aourarène
- Arfa
- Asfoura
- Asserdoune
- Azaraz
- Bellara
- Bendraya
- Beni Mahboub
- Berguida
- Binlajbala
- Boubazil
- Boudinar
- Boudious
- Boukhedache
- Boulaazib
- Boulemraa
- Boumoussa
- Bounhar
- Bourmila
- Bouzghiba
- Cherfa
- Demnat Kouider
- Dhar Labaâdèche
- Dkhil
- Ech Cherfa
- Ed Dahraya
- Ederdar
- El Ancer
- El Batma
- El Khemis
- El Khenak
- El Kobaï
- El Maasar
- El Massif
- El Melaâb
- El Milia
- El Ouali
- El Sahridj
- Er Ermila
- Erriah
- El Atka
- Ghaâbet Ghenyou
- Khenak El Kouhel
- Labsasma
- Laouaret
- Laouina
- Laouina El Kahla
- Leblaghet
- Lebzaane
- Lekhlafa
- Lekhtatet
- Lemsella
- Mazzer
- Mersa
- Ouasad
- Ouled Abada
- Ouled Adder
- Ouled Ali
- Ouled Annane
- Ouled Arbi
- Ouled Beni Taleb
- Ouled Bensaâd
- Ouled Boufaha
- Ouled Boulemnaker
- Ouled Bouzid
- Ouled Braham
- Ouled Chouy
- Ouled Djaballah
- Ouled Abed
- Ouled Salah
- Ouled Yahia
- Ouled Younès
- Ouled Z'hor
- Ras Louchène
- Rekaïb Biras
- Remila
- Saadallah
- Sidi Yahia
- Tachba
- Taghras
- Takouar
- Taled Chaker
- Tamazir
- Tanedfour
- Tarsat
- Tarzouz
- Tasskif
- Tigherbèche
- Tighramène
- Tizghabène
- Zarzour
- Ziagha

## Population
Le patronyme utilisé dans la région de Constantine pour désigner les tribus arabophones de la région d'El-Milia de Sidi Maarouf et du Nord-Constantinois en général était Kabyles hadra qui veut dire en arabe « Tribus civilisées ». L'origine ethnique de ces derniers est cosmopolite bien que les premiers habitants de la région soient les Kutama ; il y a eu à partir du XIe siècle, à la suite du renversement de l'empire Fatimide et la décadence des Kutama, un repeuplement de la région qui s'est effectué par différentes tribus berbères notamment les Sanhadja, venues d'autres villes et régions d'Algérie en particulier des hauts plateaux et du centre mais aussi du Maroc pour s'installer à El Milia et ses alentours, ils se sont plus tard mélangés à des tribus arabes Hilaliennes installées dans la région, puis par la suite à des Andalous réfugiés à la suite de la reconquista.
Parmi les tribus qui se trouvent dans la ville d'El-Milia et dans sa région, sans considérer l’origine, on peut citer : les Ouled Aïdoun, Beni Fergane, Beni Belaïd, Beni Meslim, Tileman, Beni Feteh, Beni Aïcha, Beni Khettab, Ouled Ali, Ouled Aouat, Ouled Boufaha, Mechat, El Achache, Beni Caïd, Ouled Mbareek, Beni Telilane, Beni Sbih.

## Économie
El Milia abrite le Complexe sidérurgique de Bellara, deuxième complexe sidérurgique d'Algérie après celui d'El Hadjar.

## Toponyme

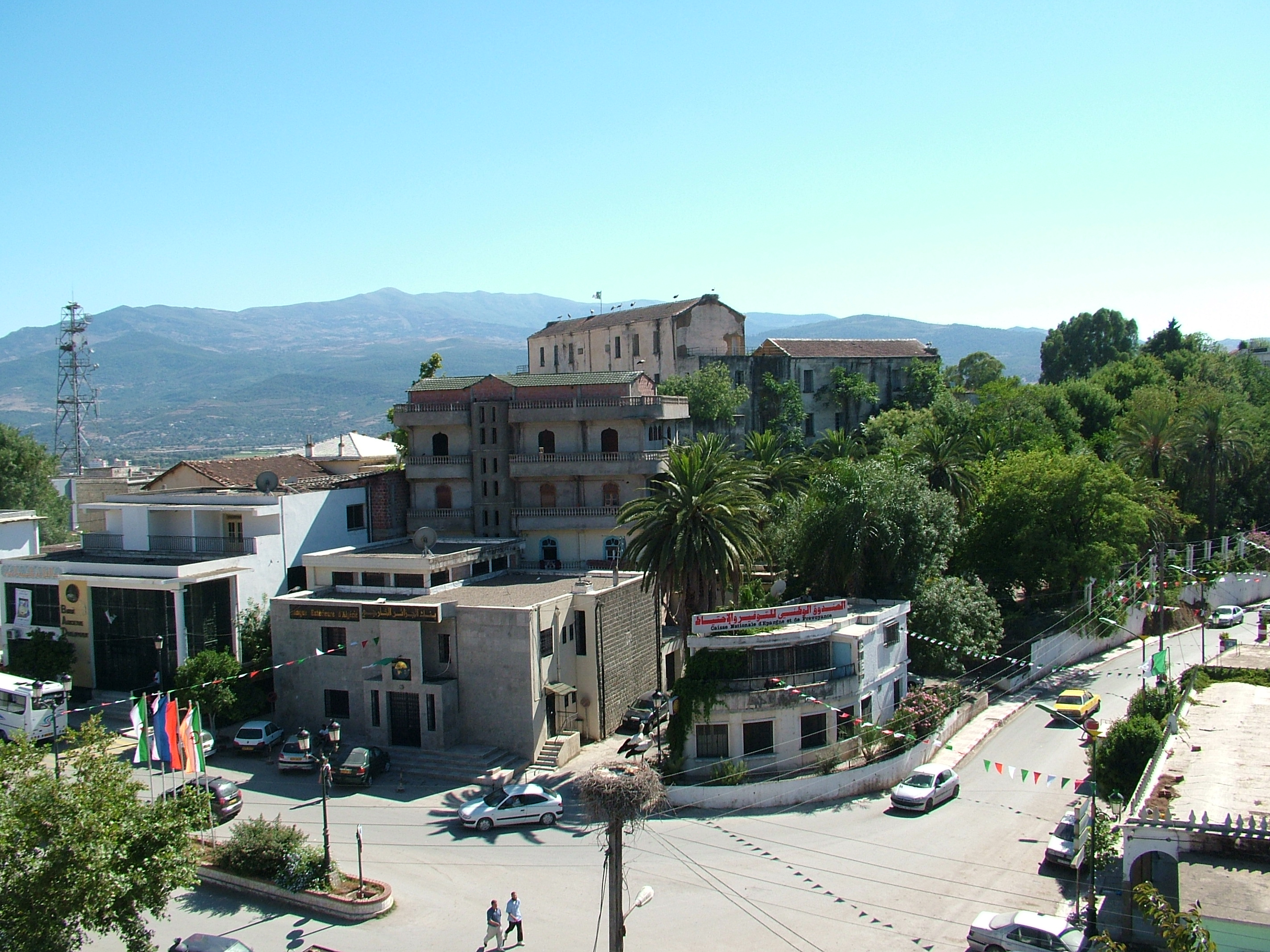
La place des martyrs au centre d’El Milia

Le nom de la ville d'El Milia viendrait du nom de la ville historique de Mila. Selon une des légendes, ce nom a été donné à cette région par les habitants de Mila en référence à leur ville.

## Histoire

### Colonisation française (1839-1962)
Foyer de nombreuses batailles face aux colons français, la région est l'un des piliers de la guerre d'indépendance et de la lutte contre l'armée coloniale,,.
La ville a longtemps été un ensemble de petites mechtas dispersées jusqu'en 1860 où un petit village les reliant a été construit par la colonisation française, sous la direction du département de Constantine, dans le but de soumettre la tribu des Ouled Aïdoun. Sous l'occupation française, la région faisait partie du Nord-Constantinois et de la Kabylie Orientale.
Depuis l'installation dans la ville d'El-Milia, du bordj en 1860 par les Français, qui permet de surveiller le territoire des Ouled Aïdoun, ces derniers humiliés et ruinés face à l'imposition des redevances et la séquestration de leurs terres et leurs richesses, se décidèrent, d'attaquer le camp d'El-Milia et de prendre le contrôle de la tour militaire française. Cette révolte du 14 février 1871 marque le début du soulèvement armé général dans la Kabylie orientale.
L'insurrection qui s'est déroulée en deux temps a duré à peu près 9 mois, pendant lesquels le camp des soldats de réserve fut détruit, et la tour militaire assiégée durant plus d’une semaine. Les forces d’occupation mobilisèrent alors quelque 10 000 soldats pour tenter de mater ce soulèvement ainsi que celui d'El Mokrani ; les soldats français ayant une supériorité au niveau de l'armement réussirent à prendre le dessus face à un ennemi dépourvu de tout. En représailles contre la population, l'occupant soumis celle-ci à des impôts supplémentaires, confisqua des terres et engagea une répression terrible sur les populations locales par des mesures d'incarcération et de déportation. La région d'El-Milia sombra alors dans le dénuement total.
L’assujettissement de la région n’était guère facile et on n’y parvenait qu’après des campagnes successives. Les plus importantes se sont déroulées en 1847, 1850, 1851, 1852, 1853, 1858, 1860, 1861 et 1865 et furent dirigées par des généraux.
Durant la Guerre d'Algérie, les tribus de la région d'El Milia, qui faisait alors partie de la wilaya historique II du Nord-Constantinois, ont participé aux attaques du 20 août 1955 qui restent à jamais gravées dans les annales de la guerre.
C'est durant le 20 août 1955 et les jours qui ont suivi que les combats ont été les plus acharnés, faisant subir aux troupes coloniales françaises des pertes énormes. Ce qui poussa Zighoud Youcef à déclarer « Si nous avons perdu militairement et gagné politiquement dans le nord-est du Constantinois, c’est-à-dire à Skikda et sa périphérie, je peux vous dire que nous avons gagné militairement et politiquement dans le nord-ouest du Constantinois, et plus particulièrement à El Milia.».
À partir de 1959 jusqu'en 1961, les harkettes de Catinat, composé de 18 personnes et combattant pour l'armée coloniale, assurent la protection des récoltes et des convois vers El Milia. Après le 18 mars 1962, les harkettes sont massacrées comme leurs maris.

## Personnalités liées à la commune
- Djamel Kehal Medjdoub militaire algérien ;
- Sonia, de son vrai nom Sakina Mekkiou (1953-13.05.2018), comédienne, y est né[14].